# Elia Diodati
Elia Diodati (* 11. Mai 1576 in Genf; † 1661 in Paris) war ein Genfer Jurist und Anwalt, der das Werk Galileos in Europa unterstützt und bekannt gemacht hat.

## Leben
Elia Diodati wurde in Genf als Sohn von Pompeo und Laura Calandrini, einer aus Lucca stammenden Calvinisten-Familie geboren. Nach seinem Jurastudium in Basel und Heidelberg promovierte er in Genf zum Doktor der Rechte. 1602 zog er nach Paris, wo er Anwalt im Parlament wurde.
Während einer Italienreise im Jahr 1620 lernte er Galileo Galilei kennen. Er blieb mit ihm durch einen intensiven Briefwechsel in Kontakt. Sein ganzes Leben lang machte er die Verbreitung der neuen galiläischen Theorien in Europa und darüber hinaus zu seinem Anliegen, was ihm dank seiner zahlreichen Bekanntschaften mit den wichtigsten Vertretern der europäischen Kultur möglich war. Er förderte die Veröffentlichung der Werke Galileos in verschiedenen europäischen Staaten – gegen die Hindernisse der Inquisition in Italien. Nach Galileos Tod setzte er sein Engagement fort, indem er eine Korrespondenz mit dessen Schüler Vincenzo Viviani eröffnete, mit dem er die Absicht bekundete, die Veröffentlichung der Werke Galileos in Angriff zu nehmen. Das Projekt wurde jedoch nie abgeschlossen.
Diodati starb 1661 in Paris.